# Younger Days
Younger Days is een lied dat de Nederlandse band Fatal Flowers schreef voor hun gelijknamige album uit 1986.

## Achtergrond
Younger Days is geschreven door alle bandleden en geproduceerd door Vic Maile. In het nummer praat de zanger met iemand die hij lange tijd niet heeft gesproken en halen zij herinneringen terug aan vroeger. De totstandkoming is ongelukkig. Richard Janssen kreeg op een avond een countryloopje in zijn hoofd dat er in nuchtere toestand niet uit wil. Echter diezelfde avond loopt qua drankgebruik uit en Janssen kreeg het loopje niet meer te pakken. Hij probeerde het no na te spelen maar kreeg het niet exact te pakken; hij bleef steken in “het op een na beste”, maar was er niet ongelukkig over. De tekst kijkt onder meer terug op de onrustige tijd van de start van de punk, waar in 1986 soms al met deemoed over wordt gesproken. Door een beperkt budget werden opnamen gedaan in de IPC Studio in Brussel onder leiding van eerder genoemde Maile (september 1986). Hij weet het lied de countrystijl aan te passen aan commerciële popmuziek en voegde nog wat meeuwengeluiden toe (het woord tide wordt gebruikt). Het platenlabel gebruikt de titel ook voor het album, alhoewel Fatal Flowers er niet echt fiducie in hadden; ze hadden het idee "het wordt toch niets”. Door een slimme promotie, distributie en promotie buiten het gangbare traject om, kwam de verkoop op gang. Fatal Flowers zag de invloed van het nummer terug in hun publiek. Er kwamen meer liefhebbers van mainstream-muziek naar hun concerten om daarna vervolgens weer af te druipen.

## Single
In november van dat jaar werd het nummer uitgebracht als de eerste single van het album met op de B-kant White Mustangs, dat niet op genoemd album staat en in Amsterdam is opgenomen (oktober 1986, DDL). Het zou daarbij gaan om een Seagull-version van Younger Days , die verschilt van het album.
Younger Days is de enige single van Fatal Flowers die in thuisland Nederland doordrong tot een top-vijftignotering (drie andere singles bereikten wel een top-100 notering). Het bereikte begin 1987 beide hitlijsten op Radio 3. In de Nederlandse Top 40 kwam de plaat tot de 36e positie, terwijl de plaat in de Nationale Hitparade Top 100 een positie hoger piekte.
In België werd in zowel de Vlaamse Ultratop 50 als de Vlaamse Radio 2 Top 30 géén notering behaald. Er zouden volgens Peter Voskuil 15.000 exemplaren verkocht zijn.
In 2019 kwam de plaat opnieuw onder de aandacht nadat de band een reünietoer aankondigde. Ter promotie trad de band op tijdens onder meer het televisieprogramma De Wereld Draait Door en op NPO Radio 2, waarbij ze in de ochtendshow Jan-Willem start op "Younger Days" live speelden. Dat jaar stond de plaat ook voor het eerst in de jaarlijkse NPO Radio 2 Top 2000 van de Nederlandse publieke radiozender NPO Radio 2 om het volgend jaar weer te verdwijnen.

## Hitnoteringen

### Nederlandse Top 40
| Hitnotering: 14-02-1987 t/m 28-02-1987 | Hitnotering: 14-02-1987 t/m 28-02-1987 | Hitnotering: 14-02-1987 t/m 28-02-1987 | Hitnotering: 14-02-1987 t/m 28-02-1987 | Hitnotering: 14-02-1987 t/m 28-02-1987 |
| Week                                   | 1                                      | 2                                      | 3                                      |                                        |
| -------------------------------------- | -------------------------------------- | -------------------------------------- | -------------------------------------- | -------------------------------------- |
| Positie                                | 40                                     | 36                                     | 38                                     | uit                                    |

### Nationale Hitparade Top 100
| Hitnotering: 31-01-1987 t/m 21-03-1987 | Hitnotering: 31-01-1987 t/m 21-03-1987 | Hitnotering: 31-01-1987 t/m 21-03-1987 | Hitnotering: 31-01-1987 t/m 21-03-1987 | Hitnotering: 31-01-1987 t/m 21-03-1987 | Hitnotering: 31-01-1987 t/m 21-03-1987 | Hitnotering: 31-01-1987 t/m 21-03-1987 | Hitnotering: 31-01-1987 t/m 21-03-1987 | Hitnotering: 31-01-1987 t/m 21-03-1987 | Hitnotering: 31-01-1987 t/m 21-03-1987 |
| Week                                   | 1                                      | 2                                      | 3                                      | 4                                      | 5                                      | 6                                      | 7                                      | 8                                      |                                        |
| -------------------------------------- | -------------------------------------- | -------------------------------------- | -------------------------------------- | -------------------------------------- | -------------------------------------- | -------------------------------------- | -------------------------------------- | -------------------------------------- | -------------------------------------- |
| Positie                                | 35                                     | 35                                     | 43                                     | 42                                     | 44                                     | 55                                     | 77                                     | 93                                     | uit                                    |

### NPO Radio 2 Top 2000
Younger Days stond alleen in 2019 in de NPO Radio 2 Top 2000, op plek 1952.